# Henry Beaufort (książę Somersetu)
Henryk Beaufort (ur. 26 stycznia 1436, zm. 15 maja 1464 pod Hexham) – angielski możnowładca, lancasterski dowódca podczas Wojny Dwóch Róż. Najstarszy syn Edmunda Beauforta, 2. księcia Somerset, i lady Eleanor Beauchamp, córki 13. hrabiego Warwick.
Henryk brał udział w pierwszej bitwie pod St Albans w 1455 r. W bitwie tej zginął jego ojciec i Henryk odziedziczył tytuł 3. księcia Somerset. Sam Henryk został w tej bitwie ranny i dostał się do yorkistowskiej niewoli. Brał następnie udział w bitwach pod Wakefield, drugiej pod St Albans oraz pod Towton. Po tej ostatniej bitwie, która zakończyła się klęską Lancasterów, zbiegł do Szkocji. Następnie wyjechał do Francji, gdzie próbował uzyskać pomoc od króla Ludwika XI. Pomocy nie uzyskał, został natomiast uwięziony. Po uwolnieniu udał się do Flandrii, a następnie wrócił do Szkocji.
Niedługo po powrocie Somerset wkroczył do Anglii i obsadził swoimi garnizonami kilka zamków w hrabstwie Northumberland. Oblężony w końcu przez siły Edwarda IV poddał się królowi. 10 marca 1462 r. Edward udzielił królewskiego przebaczenia Somersetowi. Przywrócił mu również utracone włości i tytuły. W grudniu 1463 r. Somerset powrócił jednak na stronę Lancasterów. Jego włości ponownie zostały skonfiskowane i przekazane młodszemu bratu króla, księciu Gloucester.
Po odstąpieniu strony Edwarda Somerset udał się na północ kraju, gdzie zebrał dość sporą armię. 25 kwietnia 1464 r. pod Hedgeley Moor na siły lancasterskie natknął się oddział lorda Montagu, jednego z dowódców Edwarda. Stoczona bitwa zakończyła się klęską Lancasterów. 15 maja Montagu wygrał decydującą bitwę pod Hexham. Somerset został pojmany i ścięty na polu bitwy jeszcze tego samego dnia. Został pochowany w opactwie w Hexham.
Somerset nigdy się nie ożenił i nie pozostawił legalnego potomstwa. Ze związku z Joan Hill miał nieślubnego syna, Charlesa Somerseta, późniejszego hrabiego Worcester. Tytuł księcia Somerset odziedziczył jego młodszy brat, Edmund.